# Operation Texas
Operation Texas war eine ab 1938 vom damaligen amerikanischen Kongressabgeordneten und späteren US-Präsidenten Lyndon B. Johnson und anderen durchgeführte Maßnahme, welche es jüdischen Flüchtlingen aus Europa ermöglichte, über Kuba, Südamerika und Mexiko mit gültigen Papieren nach Texas einzureisen. 
Unter den Einreisenden im Zuge der Operation Texas befand sich auch der österreichische Dirigent Erich Leinsdorf (1912–1993).